# Aist (dron)
Aist (ros. Аист, pol. Bocian) – rosyjski dwusilnikowy dron rozpoznawczy.

## Historia
Prace nad nową konstrukcją zostały rozpoczęte w 2006 r., prowadził je moskiewski Instytut Naukowo-Badawczy „Kulon” (ros. Московский НИИ «Кулон»). W 2008 zakończono prace nad dokumentacją oraz przystąpiono do przygotowania produkcji. Konstruktorzy zakładali, że Aist będzie wykorzystywany do prowadzenia monitoringu powierzchni ziemi i znajdujących się na niej obiektów, tj. rurociągów czy linii energetycznych. Przewidziano, że maszyna może posłużyć również do transportu ładunku o masie 100 kg. W ramach wyposażenia dron przenosi system SON-100 obejmujący kamery pracujące w paśmie widzialnym i podczerwieni, moduł wymienny z radarem obserwacji bocznej z syntetyczną aperturą w paśmie X, łącze radiowe oraz pokładowy rejestrator danych. 
Makieta drona została publicznie zaprezentowana na wystawie „Bezzałogowe wielozadaniowe systemy w interesie kompleksu paliwowo-energetycznego UVS-TECH-2007” (ros. «Беспилотные многоцелевые комплексы в интересах ТЭК») na stoisku Koncernu Radiotechnicznego Wega (ros. ОАО «Концерн радиостроения «Вега»). Budowę drona zlecono Państwowemu Kosmiczno-Rakietowemu Centrum Naukowo-Produkcyjnemu Progres (ros. Государственный научно-производственный ракетно-космический центр «ЦСКБ-Прогресс»). Prototyp drona został skierowany na badania w locie, jednakże w 2010 r. doszło do jego katastrofy.

## Konstrukcja
Dron został zbudowany w układzie konwencjonalnego dolnopłata z usterzeniem motylkowym. Do jego napędu przewidziano dwa silniki spalinowe o mocy 60 KM. Małe wydłużenie płata przekłada się na znaczne obciążenie powierzchni nośnej co przekłada się na dużą prędkość startu i lądowania. Podwozie chowane w locie, trójpunktowe z kółkiem przednim. 